# Iñigo Ruiz de Galarreta
Iñigo Ruiz de Galarreta Etxeberria (San Sebastián, 6 augustus 1993) is een Spaans voetballer die doorgaans speelt als middenvelder. In juli 2023 verruilde hij Mallorca voor Athletic Club.

## Clubcarrière
Ruiz de Galarreta speelde vanaf 2003 in de jeugdopleiding van Athletic Club. Hij debuteerde bij satellietclub Baskonia in 2011 en vervolgens was hij actief bij het belofteteam van Bilbao, Bilbao Athletic. Op 14 december 2011 debuteerde hij bij Athletic, toen er met 4-2 verloren werd van Paris Saint-Germain in de UEFA Europa League. Zijn eerste competitieduel speelde hij op 19 augustus 2012, tijdens een 3-5-thuisnederlaag tegen Real Betis.
In de zomer van 2013 werd hij verhuurd aan Mirandés. De twee seizoenen hierna bracht hij op huurbasis door bij respectievelijk Real Zaragoza en Leganés. In 2016 verliet Ruiz de Galarreta de club definitief, toen hij voor twee jaar tekende bij Numancia. Hij zou echter maar één seizoen blijven bij Numancia, want in 2017 verkaste de Spanjaard naar FC Barcelona B, waar hij een contract ondertekende voor de duur van twee seizoenen.
Een jaar later tekende Ruiz de Galarreta voor vier jaar bij Las Palmas, dat circa een half miljoen euro aan Barcelona betaalde. Medio 2020 werd RCD Mallorca zijn nieuwe werkgever. Drie seizoenen later keerde Ruiz de Galarreta na zeven jaar terug bij Athletic Club. Zijn die zomer aflopende contract werd in mei 2025 opengebroken en met twee seizoenen verlengd tot medio 2027.

## Clubstatistieken
| Seizoen | Club            | Competitie         | Competitie | Competitie | Beker | Beker | Internationaal | Internationaal | Totaal | Totaal |
| Seizoen | Club            | Competitie         | Wed.       | Dlp.       | Wed.  | Dlp.  | Wed.           | Dlp.           | Wed.   | Dlp.   |
| ------- | --------------- | ------------------ | ---------- | ---------- | ----- | ----- | -------------- | -------------- | ------ | ------ |
| 2011/12 | Bilbao Athletic | Segunda División B | 28         | 0          | —     | —     | —              | —              | 28     | 0      |
| 2011/12 | Athletic Club   | Primera División   | 0          | 0          | 0     | 0     | 1              | 0              | 1      | 0      |
| 2012/13 | Athletic Club   | Primera División   | 3          | 0          | 0     | 0     | 5              | 0              | 8      | 0      |
| 2013/14 | → Mirandés      | Segunda División A | 11         | 1          | 0     | 0     | —              | —              | 11     | 1      |
| 2014/15 | → Real Zaragoza | Segunda División A | 40         | 1          | 1     | 0     | —              | —              | 41     | 1      |
| 2015/16 | → Leganés       | Segunda División A | 20         | 1          | 2     | 1     | —              | —              | 22     | 2      |
| 2016/17 | Numancia        | Segunda División A | 37         | 2          | 1     | 0     | —              | —              | 38     | 2      |
| 2017/18 | FC Barcelona B  | Segunda División A | 27         | 1          | —     | —     | —              | —              | 27     | 1      |
| 2018/19 | Las Palmas      | Segunda División A | 35         | 2          | 0     | 0     | —              | —              | 35     | 2      |
| 2019/20 | RCD Mallorca    | Primera División   | —          | —          | —     | —     | —              | —              | —      | —      |
| 2019/20 | → Las Palmas    | Segunda División A | 33         | 0          | 0     | 0     | —              | —              | 33     | 0      |
| 2020/21 | RCD Mallorca    | Segunda División A | 29         | 0          | 1     | 0     | —              | —              | 30     | 0      |
| 2021/22 | RCD Mallorca    | Primera División   | 22         | 0          | 4     | 0     | —              | —              | 26     | 0      |
| 2022/23 | RCD Mallorca    | Primera División   | 30         | 0          | 2     | 0     | —              | —              | 32     | 0      |
| 2023/24 | Athletic Club   | Primera División   | 29         | 1          | 6     | 0     | —              | —              | 35     | 1      |
| 2024/25 | Athletic Club   | Primera División   | 26         | 0          | 1     | 0     | 13             | 0              | 40     | 0      |
| Totaal  | Totaal          | Totaal             | 370        | 9          | 18    | 1     | 19             | 0              | 407    | 10     |

Bijgewerkt op 27 mei 2025.